# Caryocolum hispanicum
Caryocolum hispanicum is een vlinder uit de familie tastermotten (Gelechiidae). De wetenschappelijke naam is voor het eerst geldig gepubliceerd in 1988 door Huemer.
De soort komt voor in Europa.